# اولا یوهانسن
اولا یوهانسن (ایتالیایی: Ulla Johannsen) بازیگر اهل ایتالیا بود.
از فیلم‌هایی که وی در آن‌ها نقش داشته است، می‌توان به کلبه ساحلی، بسیار لذت‌بخش، کاملاً مرده، امانوئل در آمریکا، امانوئل – خشونت علیه زنان چرا؟، مرد لاتینو… تحت تعقیب، پلی متل، دوستان من، انسان‌نما، آن قطار زرهی لعنتی و به من میگن پاگنده اشاره نمود.
هنگام فیلمبرداری یک صحنه در فضای باز برای فیلم کلبه ساحلی (۱۹۷۸) در کنار رودخانه‌ای در نزدیکی ویتربو، که در آن یوهانسن و سایر بازیگران زن (از جمله الی گالیانی) کاملاً برهنه بودند، جمعیتی از رهگذران و تماشاگران جمع شدند. این امر باعث ایجاد ترافیک شدید شد، به طوری که بلافاصله پس از آن پلیس مجبور به مداخله و انتقال بازیگران زن به پاسگاه پلیس شد که مدت کوتاهی پس از آن آزاد شدند.